# Borgund stavkirke
61°2′50″N 7°48′43″Ø / 61.04722°N 7.81194°Ø
Borgund stavkirke ligger i  Borgund i Lærdal kommune i Sogn og Fjordane fylke i Norge. Stavkirken blev bygget omkring år 1180 og er den mindst ændrede af de norske stavkirker. Kirken er en såkaldt langkirke og har dragehoveder på gavlene, udskåret portal og svalegang. 
Kirken adskiller sig fra de fleste andre stavkirker ved at indretningen  ikke er blevet væsentlig ændret siden reformationen. Bortset fra prædikestolen og altertavlen er interiøret i Borgund, som den firkantede døbefont i klæbersten (fedtsten), fortsat som det var i middelalderen. 
På grunden, hvor kirken ligger, er der fundet spor efter et ældre byggeri, som kan være fra en tidligere kirke eller offersted. 

## Stavkirken
Borgund stavkirke er det, de fleste ser for sig, når de tænker på stavkirker: Tag over tag, spir over spir og dragehoved på mønningen. De fleste af de andre bevarede middelalderstavkirker ser ikke sådan ud, og hvor de gør det, er det fordi de blev ombygget til at ligne Borgundkirken i slutningen af 1800-tallet. Undtagelsen er Heddal stavkirke, som havde alle sine tag og spir allerede før J.C. Dahl og andre begyndte at interessere sig for stavkirkerne i 1800-tallet. Andre stavkirker, som Flesberg stavkirke og Torpo stavkirke, har haft et mere Borgund-lignende udseende tidligere. 

## Forlæg
Nogle  af de mest kendte af de andre bevarede stavkirker blev i slutningen af 1800-tallet rekonstruerede og reparerede med Borgundkirken som forlæg. Det gælder Hopperstad stavkirke, Gol stavkirke og Vang stavkirke. Det gjaldt også Fantoft stavkirke, som siden gik tabt i en brand men siden er genopbygget som kopi. Der er også bygget kopier af den genopbyggede Gol stavkirke i Gol og i Beiarn, disse ligner udadtil mere Borgundkirken end Gol stavkirke som den så ud før den blev flyttet fra Gol. Borgundkirken har været direkte inspiration for andre stavkirker bygget i moderne tid, som Chapel in the Hills i Syd-Dakota og Gustav-Adolf-Stabkirche i Harzen i Tyskland. Kopier findes blandt andet også på Epcot i Florida, Euro-park i Rust og i Legoland i Billund. 
De bevarede middelalderstavkirker er kun en procentdel af de, som har været. De giver næppe et særlig fuldendt billede af, hvordan flertallet af stavkirker så ud i middelalderen. Både antallet af bevarede stavkirker og de begrænsede områder, de er fra, giver kun et lille glimt af det som  var. Nogle mener, at de små og enkle kirker som Haltdalen stavkirke og Hedared stavkirke er nærmere den typiske stavkirke end Borgundkirken er, men alligevel er den som et ikon blandt stavkirkerne.